# Pentti Uusivirta
Pentti Lauri Jalmari Uusivirta, född 16 maj 1923 i Helsingfors, död där 25 oktober 1993, var en finländsk diplomat och bankman. 
Uusivirta fick 1950 anställning vid utrikesförvaltningen och blev attaché i Paris 1951 och vicekonsul vid handelsrepresentationen i Köln/Hamburg 1954–1956. Efter att ha blivit juris kandidat 1959 var han legationssekreterare i Köpenhamn 1959–1962 och ambassadråd i Washington, D.C., 1962–1967. Hans insikter i handelspolitik och internationell ekonomi höjde honom snabbt i karriären. Han var 1967–1969 biträdande avdelningschef vid handelspolitiska avdelningen och avdelningschef 1969–1973, varefter han 1974–1990 var ledamot av direktionen för Finlands Bank. Han hade många betydande uppdrag inom näringslivet och dess organisationer. Hans sakkunskap utnyttjades också internationellt, vid Nordekförhandlingarna, Nordiska Investeringsbanken (NIB), Internationella valutafonden (IMF) och Asiatiska utvecklingsbanken.
Uusivirta var en person med stark integritet som blickade varken till vänster eller höger. Han behövdes i Finlands Bank för sina kunskaper om både östhandeln och den västeuropeiska integrationen. Han hörde till det fåtal tjänstemän som regeringen anförtrodde uppdraget att i de centrala huvudstäderna sondera Finlands möjligheter att delta i integrationsprocessen. Frågan var länge känslig både med hänsyn till Moskva och till en högljudd inhemsk vänsteropinion som tog avstånd från närmare samarbete med Västeuropa. Uppdraget att hålla inledningsanförandet när förhandlingarna med EEC inleddes den 13 december 1971 i Bryssel gick till Uusivirta.